# Picture Book
Picture Book (deutsch: Bilderbuch) ist das Debütalbum von Simply Red, das im Oktober 1985 erschien. Vom Album wurden bisher 3.310.000 Exemplare verkauft. Neben Eigenkompositionen enthält es zwei Coverversionen: Heaven (im Original von Talking Heads aus dem Jahr 1979) und Money’s Too Tight (To Mention) (von den Valentine Brothers aus dem Jahr 1982). Der Verkaufserfolg ließ sich durch die recht erfolgreich gewordene Ballade Holding Back the Years tragen, die im Juli 1986 die Spitzenposition in den USA erreichte. Musik aus dem Album wurde in gleich vier Folgen der in den 1980er Jahren sehr populären Serie Miami Vice verwendet.

## Titelliste
1. Come to My Aid (Mick Hucknall/Fritz McIntyre) – 4:03
2. Sad Old Red (Hucknall) – 4:33
3. Look at You Now (Hucknall) – 3:02
4. Heaven (David Byrne/Jerry Harrison) – 4:32
5. Jericho (Hucknall) – 6:03
6. Money’s Too Tight (To Mention) (John Valentine/William Valentine) – 4:13
7. Holding Back the Years (Hucknall/Neil Moss) – 4:30
8. (Open Up the) Red Box (Hucknall) – 3:56
9. No Direction (Hucknall/Dave Fryman) – 3:41
10. Picture Book (Hucknall/McIntyre) – 5:49

## Mitwirkende
- Mick Hucknall – Gesang
- Fritz McIntyre – Keyboard und Hintergrundgesang
- Chris Joyce – Schlagzeug und Percussion
- Tony Bowers – Bass
- Sylvan Richardson – Gitarre
- Tim Kellett – Trompete

Gastmusiker
- Ian Dickson – Tenorsaxophon (Jericho, Sad Old Red und Heaven)
- Ronnie Ross – Baritonsaxophon (Jericho, Sad Old Red und Heaven)
- Francis Foster – Conga (Come to My Aid und Look at You Now)
- David Fryman – Gitarre (Open Up the Red Box)
- Ian Kirkham – Saxophon und Percussion (auf Tourneen)

## Kommerzieller Erfolg

### Chartplatzierungen

#### Album
| ChartsChartplatzierungen       | Höchstplatzierung | Wochen |
| ------------------------------ | ----------------- | ------ |
| Deutschland (GfK)              | 8 (47 Wo.)        | 47     |
| Österreich (Ö3)                | 10 (14 Wo.)       | 14     |
| Schweiz (IFPI)                 | 12 (26 Wo.)       | 26     |
| Vereinigte Staaten (Billboard) | 16 (59 Wo.)       | 59     |
| Vereinigtes Königreich (OCC)   | 2 (135 Wo.)       | 135    |

| ChartsJahrescharts (1986) | Platzierung |
| ------------------------- | ----------- |
| Deutschland (GfK)         | 8           |

#### Singles
| Jahr | Titel                          | Höchstplatzierung, Gesamtwochen, AuszeichnungChartplatzierungen (Jahr, Titel, , Platzierungen, Wochen, Auszeichnungen, Anmerkungen) | Höchstplatzierung, Gesamtwochen, AuszeichnungChartplatzierungen (Jahr, Titel, , Platzierungen, Wochen, Auszeichnungen, Anmerkungen) | Höchstplatzierung, Gesamtwochen, AuszeichnungChartplatzierungen (Jahr, Titel, , Platzierungen, Wochen, Auszeichnungen, Anmerkungen) | Höchstplatzierung, Gesamtwochen, AuszeichnungChartplatzierungen (Jahr, Titel, , Platzierungen, Wochen, Auszeichnungen, Anmerkungen) | Höchstplatzierung, Gesamtwochen, AuszeichnungChartplatzierungen (Jahr, Titel, , Platzierungen, Wochen, Auszeichnungen, Anmerkungen) | Anmerkungen                                                |
| Jahr | Titel                          | DE | AT | CH | UK | US | Anmerkungen                                                |
| ---- | ------------------------------ | --- | --- | --- | --- | --- | ---------------------------------------------------------- |
| 1985 | Money’s Too Tight (To Mention) | — | — | — | UK13 (12 Wo.)UK | US28 (15 Wo.)US | Erstveröffentlichung: 3. Juni 1985                         |
| 1985 | Come to My Aid                 | — | — | — | UK66 (4 Wo.)UK | — | Erstveröffentlichung: 2. September 1985                    |
| 1985 | Holding Back the Years         | — | AT22 (6 Wo.)AT | — | UK2 (19 Wo.)UK | US1 (23 Wo.)US | Erstveröffentlichung: 4. November 1985 Verkäufe: + 250.000 |
| 1986 | Jericho                        | DE57 (7 Wo.)DE | — | — | UK53 (3 Wo.)UK | — | Erstveröffentlichung: 24. Februar 1986                     |
| 1986 | Open Up the Red Box            | — | — | — | UK61 (4 Wo.)UK | — | Erstveröffentlichung: 28. Juli 1986                        |

### Auszeichnungen für Musikverkäufe
| Land/Region                  | Auszeichnungen für Musikverkäufe (Land/Region, Auszeichnung, Verkäufe) | Verkäufe  |
| ---------------------------- | ---------------------------------------------------------------------- | --------- |
| Australien (ARIA)            | 2× Platin                                                              | 140.000   |
| Belgien (BRMA)               | Gold                                                                   | 25.000    |
| Deutschland (BVMI)           | 3× Gold                                                                | 750.000   |
| Frankreich (SNEP)            | Gold                                                                   | 100.000   |
| Italien (FIMI)               | Gold                                                                   | 250.000   |
| Neuseeland (RMNZ)            | 3× Platin                                                              | 60.000    |
| Niederlande (NVPI)           | Platin                                                                 | 100.000   |
| Österreich (IFPI)            | Gold                                                                   | 25.000    |
| Schweiz (IFPI)               | Platin                                                                 | 50.000    |
| Spanien (Promusicae)         | Gold                                                                   | 50.000    |
| Vereinigte Staaten (RIAA)    | Platin                                                                 | 1.000.000 |
| Vereinigtes Königreich (BPI) | 5× Platin                                                              | 1.500.000 |
| Insgesamt                    | 6× Gold · 14× Platin ·                                                 | 4.050.000 |

Hauptartikel: Simply Red/Auszeichnungen für Musikverkäufe